# Gonioloboceratoides
Gonioloboceratoides – rodzaj głowonogów z wymarłej podgromady amonitów, z rzędu Goniatitida.
Żył w okresie karbonu (moskow).